# Garamba Nemzeti Park
A Garamba Nemzeti Park Afrika egyik legrégebbi nemzeti parkja, a Kongói Demokratikus Köztársaság Felső-Uele tartományában (a korábbi tartományfelosztás szerinti Orientale tartományban). Területe 4920 km². A szélesszájú orrszarvú (északi fehér orrszarvú) utolsó ismert élőhelye.
Területe 4920 km², tengerszint feletti magassága 710–1061 m.
Az afrikai elefántot háziasító programja 1960-ban indult. Az állatokat turisták hátasainak idomítják.

## Története
A park hatalmas szavannáit a folyók mentén és a mocsaras mélyedésekben erdők szakítják meg. Négy nagytestű emlős él itt:
- az afrikai elefánt,
- a zsiráf,
- a nílusi víziló és
- legfontosabbként a szélesszájú orrszarvú.

Az 1938-ban alapított parkot 1980-ban vették fel az UNESCO Világörökség listájára. Először az 1980-as évek közepén  került a Veszélyeztetett világörökségi helyszínek listájára, miután a Természetvédelmi Világszövetség (IUCN) megállapította, hogy az északi fehér orrszarvúknak kevesebb mint 15 egyede maradt. A Vadvédelmi Világalap, a Frankfurti Zoológiai Társaság és az UNESCO/IUCN az akkori zairei kormánnyal együtt próbálta megmenteni a parkot. Az erőfeszítések sikerrel jártak, és 1992-ben a parkot levették a veszélyeztetett helyszínek listájáról.
1991-ben azonban a Szudáni Népi Felszabadító Hadsereg (SPLA) elfoglalt egy szomszédos várost, és 1993-ra már 50 000 menekült érkezett a park körüli területekre. Ők és az SPLA korábbi tagjai automata fegyverekkel és katonai felszereléssel próbáltak vadhúst szerezni a parkban, amit az őrök nem tudtak megvédeni a náluk sokkal jobban felfegyverzett és képzett orvvadászoktól. 1993 és 1995 között 121 fegyveres összetűzés volt; kafferbivalyok és elefántok estek az orvvadászok áldozatául. 1996-ban megöltek két fehér orrszarvút is, ami után a parkot még abban az évben visszahelyezték a veszélyeztetett világörökségi helyszínek listájára. A 2000-e évek elején az orrszarvúk száma elérte a 30-at.
A park irányító testülete: l'Institut Congolais pour la Conservation de la Nature (ICCN)

## Természeti földrajza, kialakulása
Területe az Afrikai-pajzs része; domináns kőzetei a gránit és a gneisz. Itt húzódik a Kongó és a Niger vízválasztója.

## Éghajlata
A park klímája trópusi. A hőmérséklet a márciustól novemberig tartó esős évszak alatt 20° és 30 °C között változik; a novembertől márciusig tartó száraz évszakban 6 °C és 39 °C között alakul; ilyenkor a forró, száraz északkeleti szél jellemző. Az évi átlagos csapadék 1260 mm  (Hillman-Smith, 1989).

## Növényzete
A park a guineai és a szudáni biogeográfiai tájegységek között helyezkedik el. A park három biomot ölel magába: galériaerdőket, erdős csoportokkal és mocsaras területekkel, vízi és félvízi társulásokat, valamint szavannákat a sűrű szavannás erdőktől a csaknem fa nélküli legelőkig. A park északi és nyugati részének sűrű erdővel borított szavannái, galériaerdői és papiruszsás-mocsarai délnek haladva fokozatosan adják át helyüket a nyitottabb fás-bokros szavannának, majd a hosszú füvű legelőknek.
Némely fűféle (Hyparrhenia spp.) két méternél magasabbra is megnő; köztük sötétlila hibiszkuszvirágok és skarlátvörös liliomok díszlenek. A száraz szavanna jellegzetes fái a bokorfüzek (Combretum spp.)

## Állatvilága

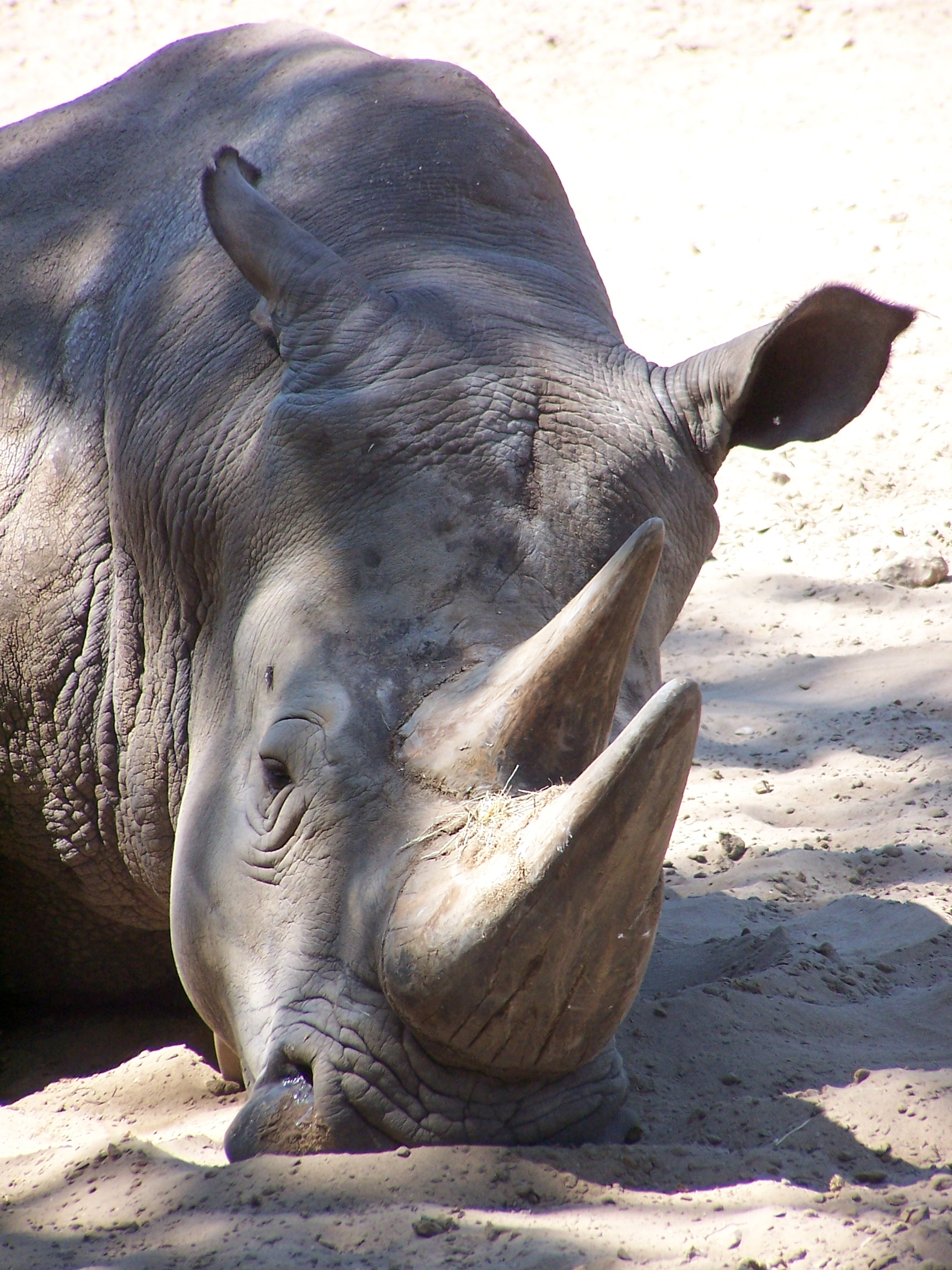
szélesszájú orrszarvú

Faunájában érdekesen keveredik a kongói és a szudáni állatvilág.
Valószínűleg a park területén él a szélesszájú orrszarvúk (Ceratotherium simum cottoni) utolsó életképes populációja. Az intenzív orvvadászat következtében számuk az 1960-ban felmért 1000 egyedről 1976-ra 490-re (±270), majd 1984-re 15 egyedre csökkent. Számukat 1991-ben 31-re, 1996-ban 30-ra becsülték (WWF).
Az itt élő és fogyatkozó számú afrikai elefántok az erdei  (Loxodonta africana cyclotis) és a szavannán élő (L. africana africana) alfajok sajátos átmenetei. Az 1970-es évek vége felé a számlált 20 000 egyedből 1984-re már csak 8000 maradt életben. (Az 1994-es becslés 11 175 — Said, 1995).
További emlősök:
- északi zsiráf (Giraffa camelopardalis congoensis),
- nílusi víziló (Hippopotamus hippopotamus amphibius),
- kafferbivaly (Syncerus caffer) – Az itteni kafferbivalyok szarva rövidebb, szőre vörösesebb a szokásosnál. ezért többen önálló alfajnak tekintik őket.[1] Számuk az 1976-ban felmért 53 000-ről a 20. század végére kevesebb, mint felére csökkent (Farmer, 1996),
- csimpánz (Pan troglodytes),
- Anubisz-pávián (zöld pávián,Papi anubis),
- kolobuszmajmok (Procolobus spp.),
- szavannacerkóf (Cercopithecus aethiops),
- zászlósfarkú kolobusz (kacskakezű majom, Colobus guereza,
- három további majomfaj,
- afrikai aranymacska (Profelis aurata),
- leopárd (Panthera pardus).
- oroszlán (Panthera leo),
- öt mongúzfaj,
- sivatagi varacskosdisznó (Phacochoerus aethiopicus),
- bojtosfülű disznó (Potamochoerus porcus),
- két vidrafaj,
- fakó lóantilop (Hippotragus equinus) és
- vörös tehénantilop (Alcelaphus buselaphus lelwel),
- közönséges mocsáriantilop (Kobus kob),
- gyűrűsfarkú víziantilop (Kobus ellipsiprymnus),
- hat más antilopfaj.[1]

## Tudományos kutatás
A parkban az első tudományos felmérés az 1950-es évek elején folyt, az akkori expedíció jobbára taxonómiai adatokat gyűjtött. Az 1970-es évek elején, az ENSZ Élelmezésügyi és Mezőgazdasági Világszervezet ( FAO) projektje gyűjtött információt az orrszarvúkról, a nagyemlősöket légi felméréssel számlálták meg. 1983-ban légi és terepi számlálás folyt a Zaire-i Természetvédelmi Intézet (IZCN), a Természetvédelmi Világszövetség (IUCN), a Természetvédelmi Világalap (WWF), a Frankfurti Zoológiai Társaság (FZS), az ENSZ Környezetvédelmi Programja (UNEP) és a FAO támogatásával. 1984-től a park rehabilitációs projektje keretében vizsgálták és folyamatosan figyelték az orrszarvúk számát, adatokat gyűjtöttek az ökoszisztémáról, feljegyezték a növényzet alakulását, feltérképezték az élőhelyeket, valamint listát állítottak össze a park madarairól. Egy kísérleti égetési tesztet is végeztek.  Az Országos Mezőgazdasági Kutatási és Oktatási Intézettel együttműködve meteorológiai megfigyelések folytak és elkezdtek egy növénygyűjtemény kialakítását.